# 正往駅
正往駅（チョンワンえき）は大韓民国京畿道始興市正往洞にある、韓国鉄道公社（KORAIL）の駅。2000年7月28日に安山線の駅として開業し、2012年には水仁線（現在の水仁・盆唐線）が乗り入れている。韓国産業技術大という副駅名がある。

## 歴史
かつて正往駅の位置には君子駅（군자역〈クンジャヨク〉）が日本統治時代の1937年からあった。当時の君子駅の付近には君子塩田があって、のちに水仁線と称した路線は塩を輸送する貨物線としての役割が大きかった。旅客輸送に不向きな狭軌だった水仁線の廃線の過程で1994年に君子駅も廃駅になったが、漢大前駅から水仁線と並行して走る安山線が1988年に開通していて、約5キロメートル先の安山駅までは来ていた。その後2000年7月に安山線が烏耳島駅まで延長された際に、以前君子駅だった所が正往駅として開業した。駅名が正往駅になったのは、一つには1995年に別の君子駅が出来たこと、加えて1989年1月1日に所在地の君子面が蘇莱邑および秀岩面と共に合併し始興市になって以来、君子より正往の方が地名として認知度が高くなったためである。
1996年から廃線になっていた水仁線が、2012年に標準軌の路線として一部区間で再開業し、2020年9月に水原駅 - 漢大前駅間の開通によって水原駅 - 仁川駅間全線がつながった。これによって、安山線と直通運転している従来の起点榛接駅に至る首都圏電鉄4号線の列車の利用に加えて、新たに運行を開始した往十里駅 - 仁川駅間を直通運転する水仁盆唐線の列車が利用できるようになった。

### 関係駅のみの路線図
首都圏電鉄4号線
ソウル地下鉄4号線ほか
タンゴゲ駅 ----- 衿井駅
安山線
衿井駅 ---- 漢大前駅 --- 安山駅 -- 正往駅 - 烏耳島駅
水仁盆唐線
盆唐線
往十里駅 ----- 水原駅
水仁線
水原駅 ---- 漢大前駅 --- 安山駅 -- 正往駅 - 烏耳島駅 ----- 仁川駅

## 駅構造
地上2階建ての駅で、相対式ホーム2面2線を有する高架駅。線路・プラットホームは安山線と水仁・盆唐線で共有している。出入口は1番と2番の2か所ある。2018年1月から転落防止などのためのスクリーンドアが設置稼働している。

### のりば

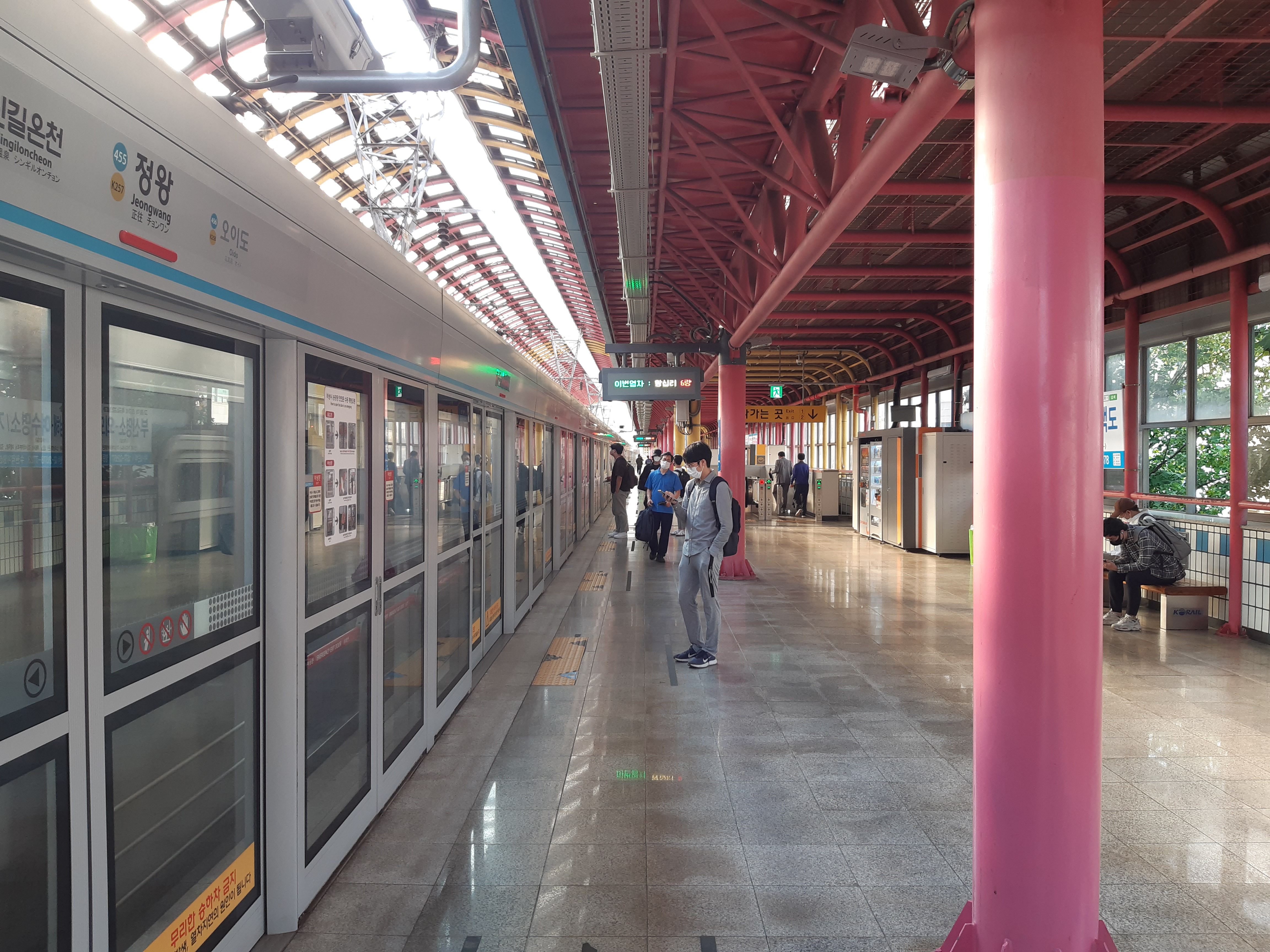
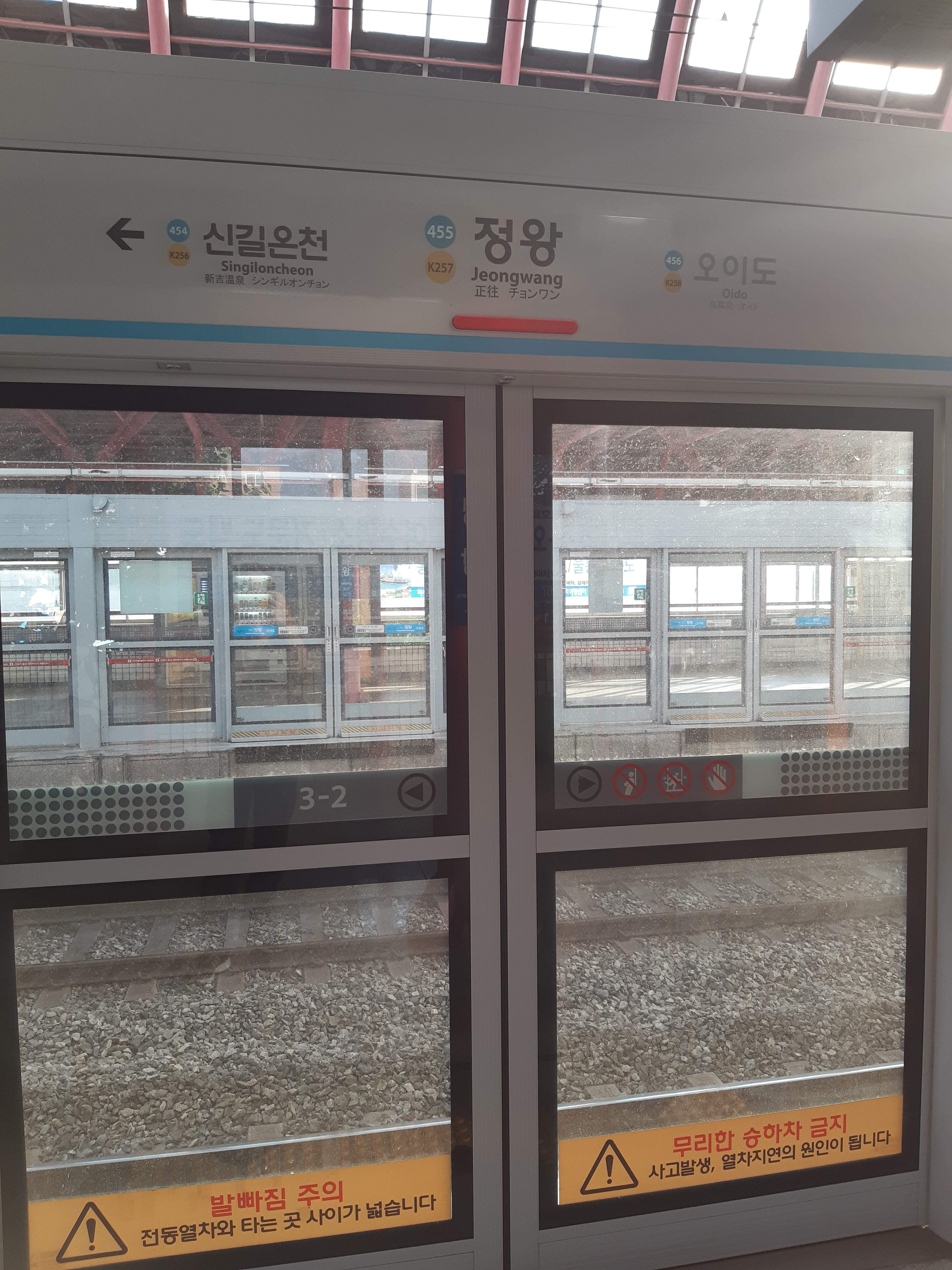
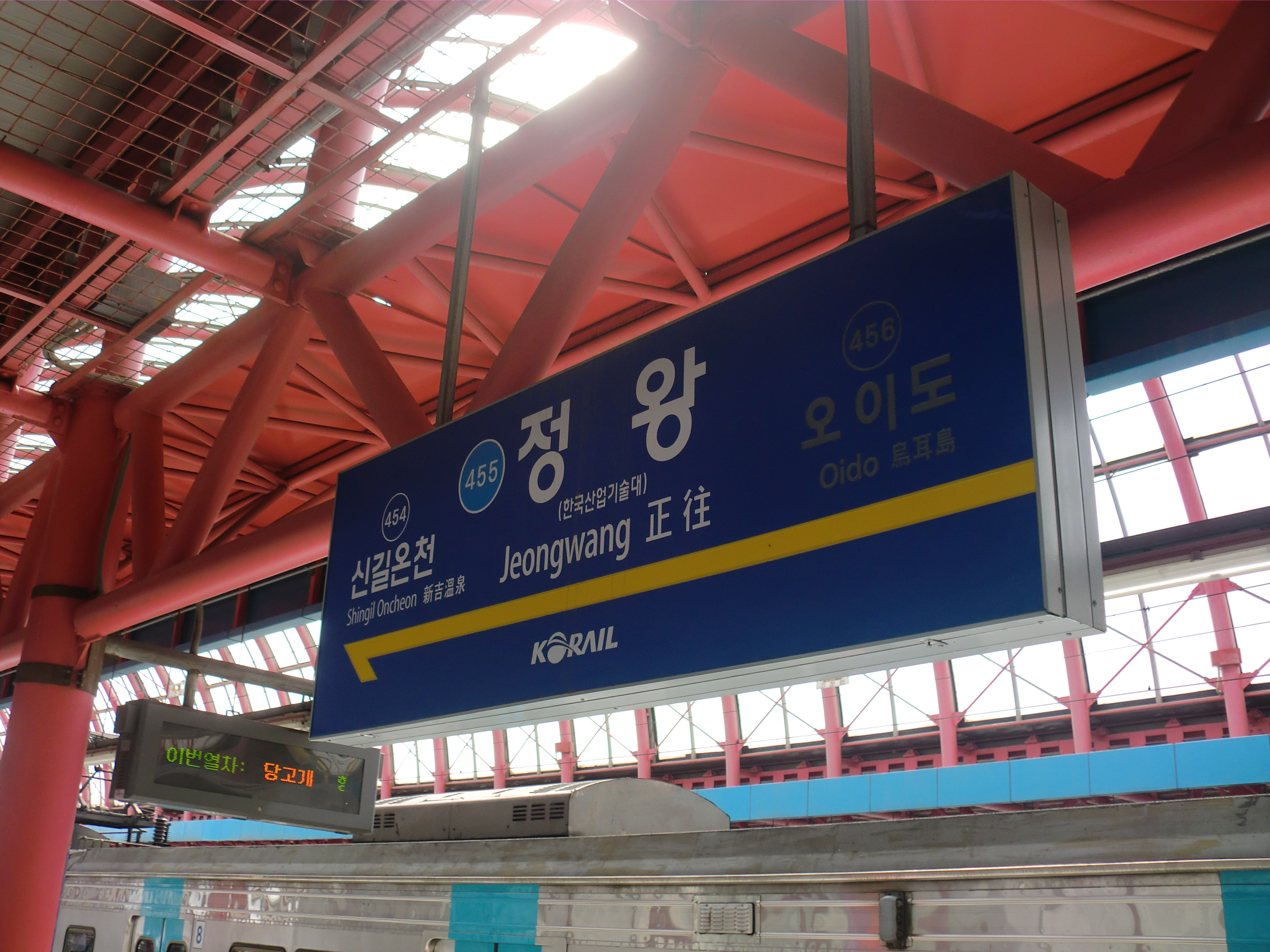

| 1 | 安山線       | 衿井・舎堂・タンゴゲ・榛接方面               |
| 1 | 水仁・盆唐線 | 漢大前・水原・竹田・水西・往十里・清凉里方面 |
| 2 | 安山線       | 烏耳島行き                                   |
| 2 | 水仁・盆唐線 | 烏耳島・蘇萊浦口・松島・仁川方面             |

## 利用状況
近年の一日平均利用人員推移は下記のとおり。
| 路線  | 1日当たりの平均乗車人員 | 1日当たりの平均乗車人員 | 1日当たりの平均乗車人員 | 1日当たりの平均乗車人員 | 1日当たりの平均乗車人員 | 1日当たりの平均乗車人員 | 1日当たりの平均乗車人員 | 1日当たりの平均乗車人員 | 1日当たりの平均乗車人員 | 1日当たりの平均乗車人員 | 出典       |
| 路線  | 2000年                  | 2001年                  | 2002年                  | 2003年                  | 2004年                  | 2005年                  | 2006年                  | 2007年                  | 2008年                  | 2009年                  | 出典       |
| ----- | ----------------------- | ----------------------- | ----------------------- | ----------------------- | ----------------------- | ----------------------- | ----------------------- | ----------------------- | ----------------------- | ----------------------- | ---------- |
| 4号線 | 2511                    | 3804                    | 5976                    | 7573                    | 6614                    | 6702                    | 6986                    | 7052                    | 7276                    | 6966                    | 2005年から |
| 路線  | 2010年                  | 2011年                  | 2012年                  | 2013年                  | 2014年                  | 2015年                  | 2016年                  | 2017年                  | 2018年                  | 2019年                  | 2005年から |
| 4号線 | 7253                    | 7806                    | 8322                    | 9565                    | 9899                    | 9633                    | 9500                    | 9282                    | 9090                    | 8850                    | 2005年から |

## 駅周辺
駅の周辺には始興消防署や京畿道始興教育支援庁などがある。副駅名になっている韓国産業技術大学校は1998年に開校した私立大学校で、1番出口前から運行されているシャトルバスで約5分の位置にある。韓国産業技術大学校に隣接して京畿科学技術大学校があり、1番出口前からシャトルバスが運行されている。京畿科学技術大学校は1966年に開校した専門学校を前身とする私立の大学校である。両大学校の近くに始興総合バスターミナルがあるが利用できる路線は多くない。
他に地上4階地下1階建ての始興中央図書館や大型映画館ロッテシネマ始華、大型商業施設のイーマート始華店、中国人を始めとする外国人経営の店が2017年時点で過半を占める140から150の店舗で構成される商店街である正往市場があり、始興中学校、正往中学校、君西中学校、君西高等学校がある。
駅はまた始華工団（工業団地）の玄関口にもなっている。始華工団すなわち始華国家産業団地は、駅の南方にある始華湖北岸の干潟の埋め立てなどによって安山市に及ぶ総面積22平方キロメートルの地域に造成整備された工業団地で、1990年から工場などの建設が始まり、2017年時点で機械関連企業など1万社以上の中小企業が集まっていて13万人以上が働いている。

## 隣の駅
括弧内の数字とローマ字は各線の駅番号である。
韓国鉄道公社
●安山線
緩行
新吉温泉駅 (454) - 正往駅 (455) - 烏耳島駅 (456)
●水仁・盆唐線
新吉温泉駅 (K256) - 正往駅 (K257) - 烏耳島駅 (K258)